# Photoréalisme (mouvement)
Cet article traite du mouvement artistique. Pour le terme relatif à l'infographie, voir Rendu photoréaliste

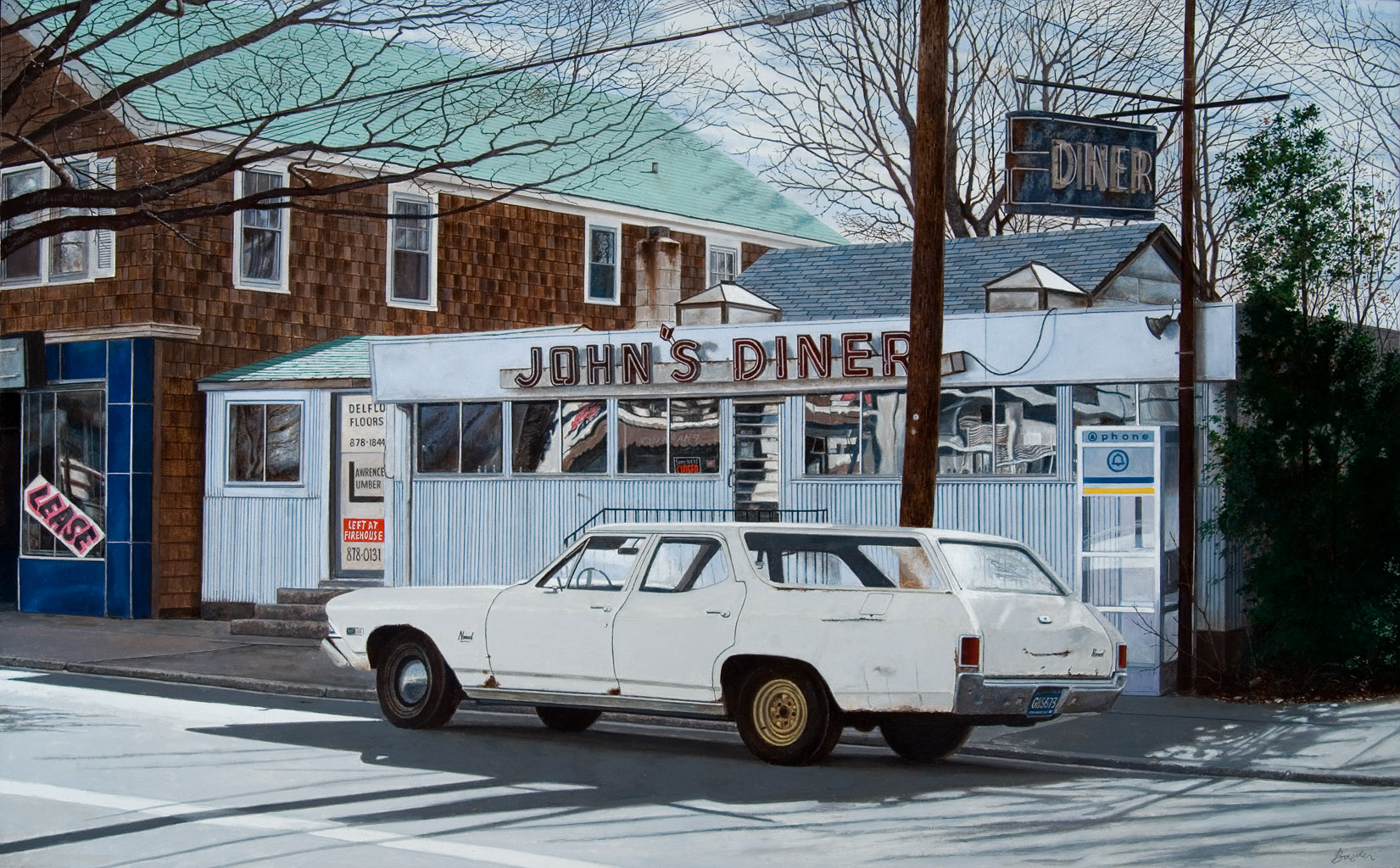
John's Diner with John's Chevelle, 2007
John Baeder, huile sur toile.

Le photoréalisme est un genre d'art plastique incluant la peinture, le dessin, la sculpture ou un autre média visuel, dans lequel un artiste plasticien étudie une photographie puis reproduit l'image de la façon la plus réaliste possible sur un autre média.

## Histoire
Bien que le terme puisse souvent être utilisé pour décrire des œuvres d'art de différents médias, il l'est aussi pour se référer comme étant la « seconde vague » d'un mouvement artistique américain de la fin des années 1960 et du début des années 1970 : l'hyperréalisme. 
En effet, la dénomination d'hyperréalisme peut également désigner un mouvement artistique du même nom, apparu durant les années 2000, qui apporte une note d'émotion et de narration par rapport au mouvement pictural du même nom des années 1970, lequel était plus neutre.

## Quelques artistes plasticiens photoréalistes
- Maurizio Cattelan
- John de Andrea
- Ron English
- Duane Hanson
- Gottfried Helnwein
- Jorge Melicio
- Ron Mueck
- Mauro David
- Kelvin Okafor
- Robert Bechtle
- Charles Bell (série Gumball)
- Hilo Chen
- Richard Estes
- Michelangelo Pistoletto